# Rodamina 6G
La rodamina 6G es un compuesto orgánico heterocíclico, un medio de contraste fluorescente, basado en la fluorona y perteneciente a la familia de las rodaminas. Otros componentes de esta familia son la rodamina B y la rodamina 123. 

## Usos y propiedades
Se utilizan como colorantes y como medio amplificador en los láseres de colorante. También se utiliza a menudo como un tinte trazador en el agua para determinar el volumen, velocidad y las direcciones de flujo y transporte.
Como otras compuestos similares, la rodamina 6G es fluorescente y fácilmente detectable. Por ello se utiliza en los instrumentos llamados fluorómetros. Las rodaminas se utilizan ampliamente en aplicaciones de biotecnología, tales como microscopía de fluorescencia, citometría de flujo, la  espectroscopia de correlación de fluorescencia, y los ensayos ELISA.
La rodamina 6G  también se utiliza en láseres de colorante y es bombeada por el segundo armónico (532 nm) de un láser de Nd-YAG o de un láser de nitrógeno.  Este colorante tiene una muy alta fotoestabilidad, un rendimiento cuántico muy alto (0,95), un coste moderado y su rango láser está cerca de su máximo de absorción (~ 530 nm). La longitud de onda de este láser de colorante está comprendido entre 555 y 585 nm, con un  máximo en 566 nm.

## Formas
La rodamina 6G aparece generalmente en tres formas diferentes:
- La forma clorhidrato es un polvo color bronce/rojo cuya fórmula molecular es C28H31ClN2O3. Aunque altamente soluble, esta forma es muy corrosiva para muchos metales pero no ataca al acero inoxidable. Otras formas son menos solubles, pero también  menos corrosivas.
- El perclorato de rodamina 6G, C28H31ClN2O7, es un polvo cristalino  de color rojo, mientras que
- El tetrafluoroborato de rodamina 6G, C28H31BF4N2O3, es de color marrón.[6]

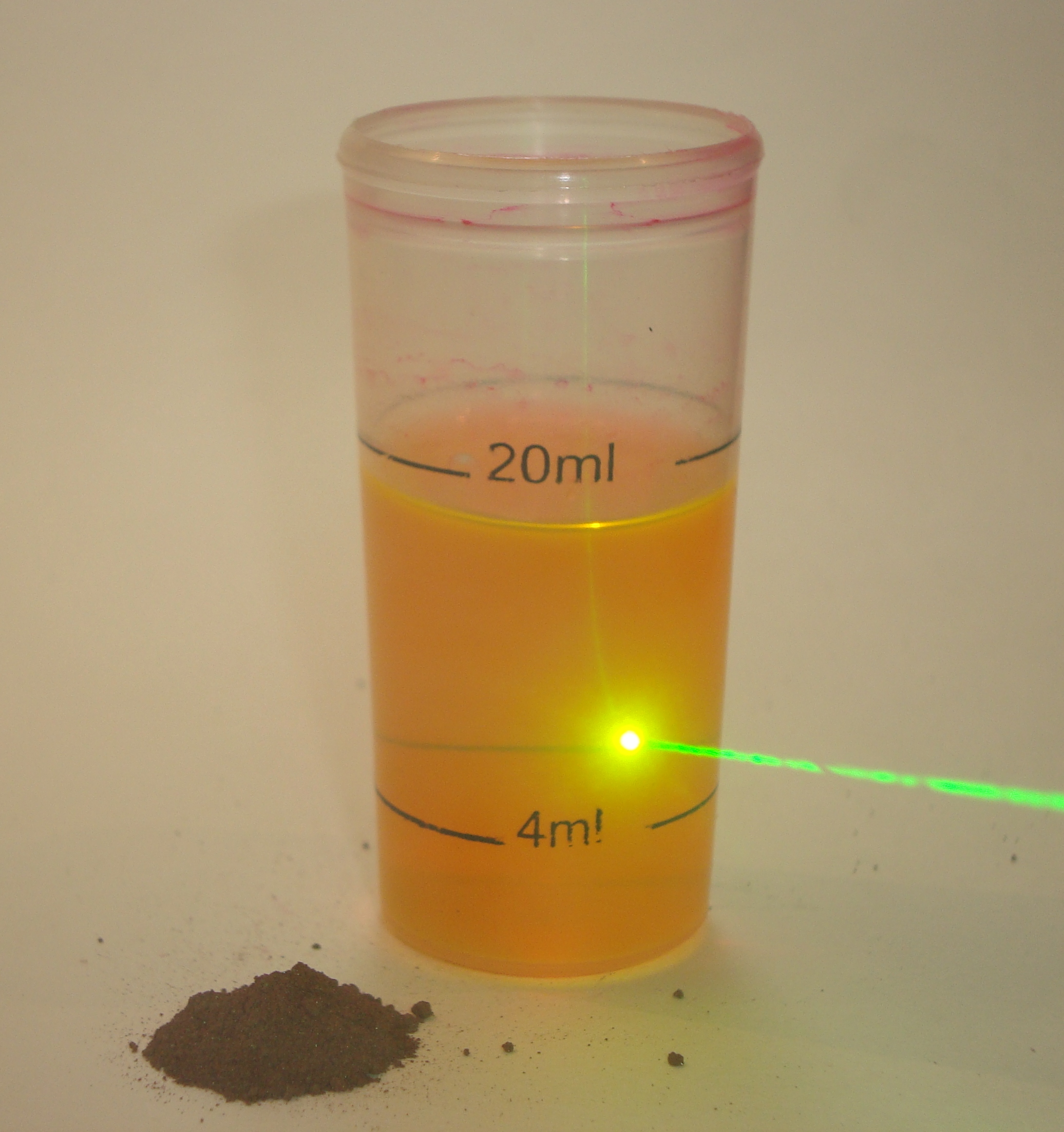
Rodamina 6G disuelta en metanol, brilla con luz amarilla bajo la iluminación de un láser verde.
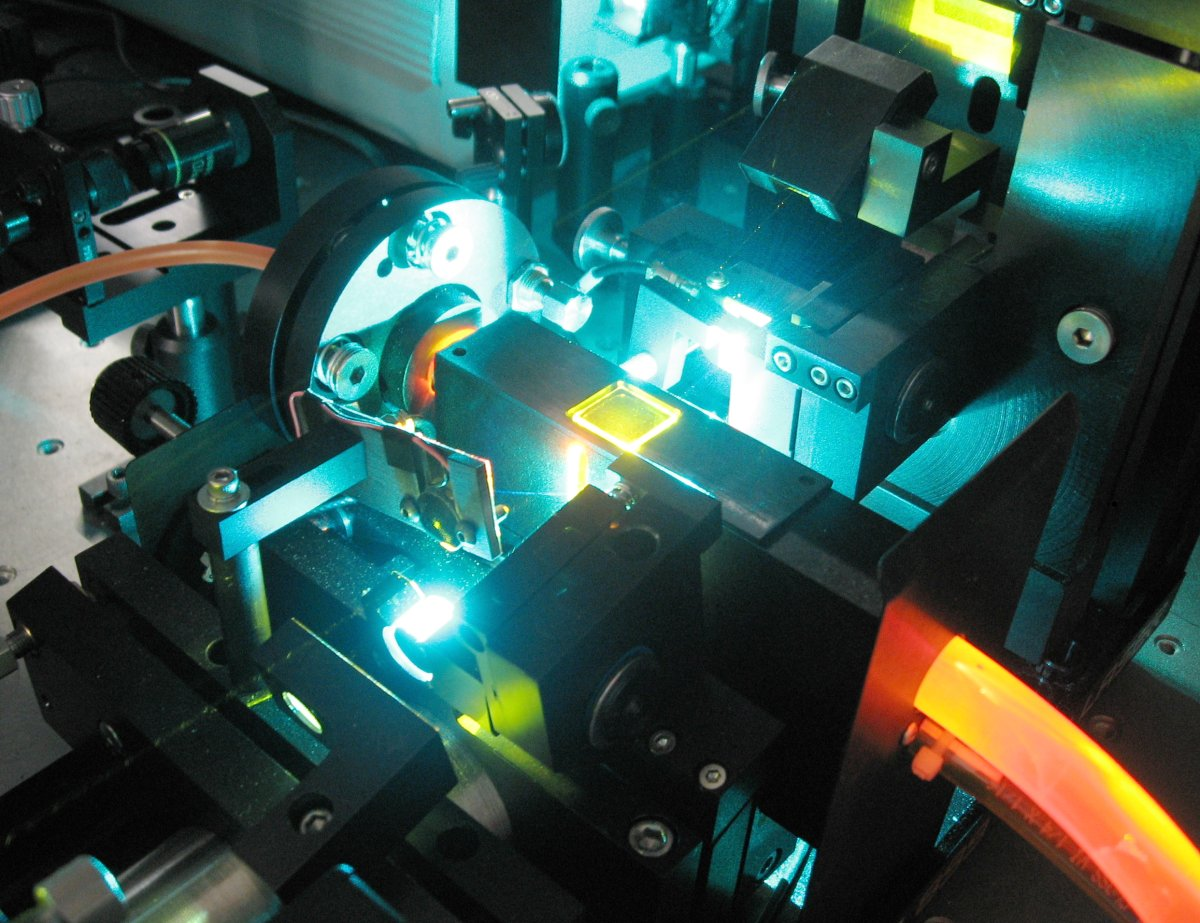
Láser de colorante a base de rodamina 6G. La solución de colorante es el líquido de color naranja de los tubos.

## Solubilidad
A continuación se indica la solubilidad de la rodamina en diferentes disolventes:
- Butanol: 40 g·L-1
- Etanol: 8 g·L-1
- Metanol: 400 g·L-1
- Propan-1-ol: 15 g·L-1
- Isopropanol: 15 g·L-1
- Etilenglicol: 50 g·L-1
- Dietilenglicol: 100 g·L-1
- Trietilenglicol: 100 g·L-1
- Etoxietanol: 25 g·L-1
- Metoxietanol: 50 g·L-1
- Dipropilenglicol: 30 g·L-1
- Polietilenglicol: 20 g·L-1